# Руссо, Патти
Патти Руссо (Патрисия Руссо, англ. Patti Russo; род. 20 мая 1964, Нью-Джерси) — американская певица.
Патти воспитывалась со своей старшей сестрой Мадлен в северной части Нью-Йорка. Уже в раннем возрасте начала заниматься пением и была членом школьного хора.
Работала с Мит Лоуф в период с 1993 по 2013 годы.
- 1995 — I’d lie for you und If this is the last kiss für для альбома «Welcome to the Neighbourhood»
- 1999 — Is nothing sacred
- 2003 — Couldn’t have said it better для одноименного альбома
- 2006 — What about love для альбома «Bat Out of Hell III»

и с 1993 по 1996 года была вокалистом в группе Мит Лоуфа «Neverland Express». Летом 2008 года вернулась в группу. В альбоме «Hang Cool Teddy Bear» спела дуэтом с Мит Лоуф Let’s be in love.
С августа 2000 до февраля 2001 исполняла роль Эсмеральды в лондонском мюзикл Нотр-Дам де Пари.